# Севриновский, Владимир Дмитриевич
Влади́мир Дми́триевич Севрино́вский (род. 20 июля 1975, Москва, РСФСР) — российский писатель, поэт, экономист, участник интеллектуальных игр.

## Биография
После окончания математической школы учился в Государственном Университете Управления (ГУУ). В 2000 году окончил аспирантуру ГУУ по специальностям «Мировая экономика» и «Математические и инструментальные методы экономики» и защитил кандидатскую диссертацию по теме «Совершенствование форм и методов деятельности инвестора на мировом фондовом рынке».
Работал переводчиком-синхронистом (1995), старшим экономистом (1998—1999), специалистом аналитического отдела (2000—2002), главным специалистом, финансовым директором, генеральным директором (октябрь 2007 — апрель 2009). В то же время преподавал экономико-математические методы и модели в ГУУ. Севриновский публикуется как экономист. В частности, его работы есть в «Аналитическом банковском журнале» и других.
Вместе с Георгием Местером и Валерией Антоновой участвовал в самом первом выпуске телепередачи «Своя игра» на РТР. С 1992 года играет в спортивную версию игры «Что? Где? Когда?». До 2012 года был капитаном команды «Ксеп», с июля 2000 года постоянно входящей в первую десятку рейтинга команд ЧГК; наивысшее место в рейтинге — второе. Играл в команде с Ильёй Новиковым и Ильёй Бером. Многократный призёр чемпионатов мира. В 2001 году принимал участие в VI Чемпионате Израиля по «Что? Где? Когда?» в составе сборной Москвы вместе с Еленой Александровой, Ариной Васильевой, Михаилом Левандовским, Максимом Поташёвым и одесситом Романом Морозовским; команда заняла 4 место, уступив «бронзу» по второму дополнительному показателю.
Занимается конным спортом, альпинизмом, туризмом, автор множества путевых заметок.